# فرودگاه کاپیتان ویسنت الماندوس الموناسید
فرودگاه کاپیتان ویسنت الماندوس الموناسید (به انگلیسی: Capitán Vicente Almandos Almonacid Airport) (به زبان بومی: Aeropuerto de La Rioja - Capitán Vicente Almandos Almonacid) یک فرودگاه همگانی مسافربری با کد یاتا IRJ است که یک باند فرود آسفالت دارد و طول باند آن ۲۸۶۰ متر است. این فرودگاه در شهر لا ریوخا، آرژانتین کشور آرژانتین قرار دارد و در ارتفاع ۴۹۸ متری از سطح دریا واقع شده‌است.